# 1550.
◄ | 15. stoljeće | 16. stoljeće | 17. stoljeće | ►
◄ | 1520-ih | 1530-ih | 1540-ih | 1550-ih | 1560-ih | 1570-ih | 1580-ih | ►
◄◄ | ◄ | 1547. | 1548. | 1549. | 1550. | 1551. | 1552. | 1553. | ► | ►►
Arhitektura • Astronomija • Glazba • Kazalište • Kiparstvo • Knjige • Književnost • Kršćanstvo • Medicina • Politika • Pravo • Promet • Slikarstvo • Znanost

## Rođenja
- 27. lipnja – Karlo IX., francuski kralj († 1574.)
- 28. listopada – Stanislav Kostka, poljski svetac († 1568.)
- Jakob Petelin Gallus, slovenski skladatelj († 1591.)

## Smrti
- 8. ožujka – Ivan Božiji, svetac (* 1495.)
- Vicko Buća, teološki pisac (* 1475.)

## Vanjske poveznice
|  | Zajednički poslužitelj ima još gradiva o temi 1550. |